# Genna Galloway
Genna Galloway (Città del Capo, ...) è un'attrice sudafricana.

## Biografia
Kathleen Stephens è nata a Città del Capo, in Sudafrica, da una coppia di attori teatrali; ha una sorella maggiore, Jo, anch'essa attrice e residente a Los Angeles. Fino all'età di nove anni ha praticato danza classica e, dopo essersi diplomata alla Camps Bay High School nel 2002 e alla Waterfront Theatre School nel 2005 ha ricevuto la sua formazione vocale al Trinity College di Londra risiedendo temporaneamente dalla nonna.
Dopo la laurea, ha preso parte a varie produzioni teatrali e musical nonché in produzioni televisive e cinematografiche come American Monster, Our Girl, Resident Evil, G20 mentre, nel 2023, entra a far parte del cast della serie Netflix One Piece nel ruolo di Bellmer, la madre adottiva di Nami, interpretata da Emily Rudd.

## Filmografia

### Cinema
- Rust Road, regia di Robin Goode (2023)
- G20, regia di Patricia Riggen (2025)

### Televisione
- Ice - serie TV, 2 episodi (2018)
- American Monster - serie TV, episodio 4x03 (2019)
- Our Girl - serie TV, episodio 4x02 (2020)
- Resident Evil - serie TV, episodio 1x03 (2022)
- One Piece - serie TV, episodio 1x07 (2023)
- Devil's Peak - serie TV, 2 episodi (2023)

## Doppiatrici italiane
Nelle versioni in italiano delle opere in cui ha recitato, Genna Galloway è stata doppiata da:
- Federica De Bortoli in One Piece